# Salena (cantante)
Salena, pseudonimo di Selina-Maria Edbauer (Leoben, 11 marzo 1998), è una cantante austriaca.
Ha rappresentato l'Austria all'Eurovision Song Contest 2023 con il brano Who the Hell Is Edgar? in duetto con Teya.

## Biografia
Originaria di Leoben, situato nel Land austriaco della Stiria, ha iniziato a cantare all'età di sette anni e ha imparato a suonare la chitarra. In seguito ha iniziato ad esibirsi a vari eventi canori locali, sia accompagnata da una band che come solista.
È salita alla ribalta nel 2017, quando ha partecipato alla settima edizione della versione tedesca di The Voice. Nelle blind audition Salena si è esibita con Green Light di Lorde, passando l'audizione ed entrando a far parte del team di Samu Haber, per poi venire successivamente eliminata alla fase dei Sing Off.
Alla fine del 2018 si è proposta per rappresentare l'Austria all'Eurovision Song Contest 2019. Nonostante sia stata selezionata tra i candidati finali, l'emittente pubblica austriaca ha finito per scegliere Pænda come rappresentante nazionale a Tel Aviv. Nel 2020 ha iniziato a lavorare come speaker radiofonica al programma Station Voice per conto della radio austriaca ORF Hitradio Ö3.
Nel 2021 ha partecipato alla quinta edizione del talent show Starmania, venendo eliminata nella Top 32. Il 31 gennaio 2023 è stato confermato che l'emittente radiotelevisiva austriaca ORF l'ha selezionata internamente, insieme a Teya, come rappresentante nazionale per l'Eurovision Song Contest 2023 a Liverpool. Il loro brano eurovisivo, Who the Hell Is Edgar?, è stato presentato l'8 marzo 2023. Nel maggio successivo, dopo essersi qualificate dalla seconda semifinale, Teya e Salena si sono esibite nella finale eurovisiva, dove si sono piazzate al 15º posto su 26 partecipanti con 120 punti totalizzati.

## Discografia

### Singoli
- 2022 – Pretty Imperfection
- 2023 – Who the Hell Is Edgar? (con Teya)
- 2023 – Bye Bye Bye (con Teya)
- 2023 – Ho Ho Ho (con Teya)

#### Come featuring
- 2020 – Lying Still (J.K. feat. Salena)
- 2021 – Walking On Clouds  (7YFN feat. Salena)